# キ91 (航空機)
キ91とは、第二次世界大戦中の1943年（昭和18年）に日本陸軍が川崎航空機（現川崎重工業航空宇宙システムカンパニー）に対して開発を指示した本格的な四発大型爆撃機である。

## 概要
日本陸軍ではキ85の開発を進めていた。この機体は海軍の「深山」を陸軍仕様に改修したものであった。しかし、1943年（昭和18年）7月、原型機の性能不足からキ85は試作中止が決定された。
中止に伴い、陸軍では改めて川崎航空機（以下川崎と省略）に対し、キ91の名称で長距離戦略爆撃機の開発を指示した。これを受け川崎は土井武夫技師を主務者に据え、設計陣を総動員し開発に取り組むことにした（機体の基礎研究自体は、1943年6月から開始されていた）。
キ91の計画段階において、陸軍側から川崎に要求した性能は、高度10,000mにおいて最大速度580km以上、爆弾4,000kg搭載時で航続距離9,000km以上、また爆弾は最大で8,000kgまで搭載が可能というものだった。武装に至っては20mm機関砲を12門装備し、さらに兵員の輸送も考慮するというものであった。これに伴い機体は巨大化し、全長33.35m、全幅48.0m、全高10.0m、胴体断面の高さは3.3m、幅2.3m、全備重量58,000kgという巨人機となる予定であった。
現実的に当時の日本の工業力を考慮するならば、これほどの巨人機を飛ばすことの出来る発動機、また高々度飛行を実現させるためには必要不可欠であった気密室（与圧キャビン）等の技術は存在しなかった。この状況をアメリカの航空技術と比較すれば、アメリカ軍のB-29は既に気密室を備えて高高度を飛行する能力を獲得していた。しかしこれらは当時の日本の航空業界では未完成段階であり、キ91の設計は難航した。
それでも川崎では、直線的な形態の深山を意識したような外形を持つ機体設計をまとめあげ、1944年（昭和19年）4月と5月、それぞれ合計2回に渡り実物大モックアップによる審査を受けられるところまで設計を進めた。モックアップ審査の結果は良好だったと言われる。また、岐阜に本機の試作用の工場を建設し、1944年6月に完成後、製作治具の設置を開始した。この頃の予定では、試作1号機の完成は1946年（昭和21年）6月、2号機は1947年（昭和22年）3月完成となっており、開発が難航しそうな気密室は試作2号機から装備することになっていた（後に試作1号機も気密室装備することに変更された）。
この頃から、アメリカ軍による日本本土爆撃が激しさを増し、本機用の岐阜の組立工場も爆撃の目標となることが予想されたためやむを得ず、生産体制を変更することとなったが、製作に欠かせない機体材料（特にアルミ合金）の不足、新型の大馬力かつ排気タービン付発動機の完成遅延等、本機の開発に向けての環境は悪化する一方だった。さらに戦況の悪化により、戦略爆撃機よりも防空戦闘機や特別攻撃機の生産に力を注がねばならない状況であることは明白であった。陸軍では本機の開発中止を検討し、結局、1945年（昭和20年）2月、陸軍は川崎に対してキ91の試作中止を命じた。中止時点で設計は60％の段階まで終わっていたとされるが、元々の予定でも本機の完成前に戦争が終結していた可能性が高いうえに、もし完成していたとしても片道爆撃で乗員も機と運命を共にするという作戦に使用されることになっていたであろう。
本機の試作に必要な物資の主要材料については、開発中止時点でほぼ全て岐阜の試作工場に集められており、それらは太平洋戦争終戦後に自動車部品等の民事産業用に転用された。試作用工場の施設については、戦後そのまま川崎重工業の岐阜工場の一部として存続した。
川崎へのキ91試作指示以前の1942年（昭和17年）に、陸軍が立川飛行機へ研究を命じた遠距離爆撃機も「キ91」と仮称されていた。この機体は三菱「ハ108」空冷4列星型28気筒または中島「ハ117」空冷複列星型18気筒エンジンを用いる双発機として纏まったが、1943年1月に遠距離爆撃機の開発をキ85に絞る方針が定められ、計画は中止された
。

## 諸元／性能
- 全長： 33.35 m
- 全高： 10.00 m
- 全幅： 48.00 m
- 翼面積： 224.0 m2
- 翼縦横比： 十対三
- 翼型： 層流翼
- 自重： 34,000 kg
- 全備重量： 58,000 kg
- 最高速度： 570 km/h （高度 10,000 m）
- 上昇限度： 13,500 m
- 上昇時間： 8,000 mまで 20 分 30 秒
- 航続距離： 9,000 km（爆弾4t搭載時）
  - 爆弾なしの場合1万km以上
- 発動機： 三菱「ハ214ル」 空冷星型複列 18 気筒（2,500 hp × 4 基）
- プロペラ： 定速 4 翅　直径4.4 m
- 燃料：2万7500ℓ（ほとんどを主翼内に搭載し一部を胴体内に搭載）
- 乗員： 8 名
- 武装： 20 mm機関砲 × 9門、爆弾最大 8,000 kg

※データは全て計画値